# III. A zona nogometnog prvenstva Hrvatske 1959./60.
III. A zona prvenstva Hrvatske, također i pod nazivima  III. zona – Bjelovarska grupa, III. zona – A grupa, Zona Varaždin – Bjelovar – skupina A, Međupodsavezna liga Bjelovar – Daruvar, Liga podsaveza Bjelovar – Daruvar  je bila jedna od zona Prvenstva Hrvatske, te liga trećeg stupnja nogometnog prvenstva Jugoslavije u sezoni 1959./60. 
 
Sudjelovalo je 10 klubova, a prvak je bio "Hajduk" iz Pakraca. 

## Ljestvica
| mj. | klub                                 | ut. | pob. | ner. | por. | gol+ | gol– | bod |
| --- | ------------------------------------ | --- | ---- | ---- | ---- | ---- | ---- | --- |
| 1.  | Hajduk Pakrac                        | 18  | 11   | 4    | 3    | 59   | 28   | 26  |
| 2.  | Slavonac Lipik                       | 18  | 11   | 1    | 6    | 44   | 26   | 23  |
| 3.  | Pitomača                             | 18  | 11   | 1    | 6    | 32   | 30   | 23  |
| 4.  | Borac Virovitica                     | 18  | 10   | 2    | 6    | 45   | 26   | 22  |
| 5.  | Bjelovar                             | 18  | 9    | 3    | 6    | 49   | 31   | 21  |
| 6.  | Slavonski Partizan Podravska Slatina | 18  | 9    | 2    | 7    | 43   | 38   | 20  |
| 7.  | Daruvar                              | 18  | 6    | 3    | 9    | 38   | 42   | 15  |
| 8.  | Proleter Garešnički Brestovac        | 18  | 5    | 2    | 11   | 37   | 68   | 12  |
| 9.  | Papuk Pakrac                         | 18  | 4    | 3    | 11   | 27   | 47   | 11  |
| 10. | Bilogorac Veliko Trojstvo            | 18  | 3    | 1    | 14   | 26   | 64   | 7   |

- Podravska Slatina – tadašnji naziv za Slatinu

## Rezultatska križaljka
| kratica | klub                                 | BIL | BJE | BOR | DAR | HAJ | PAP | PIT | PRO | SLAL | SLAP |
| --- | ------------------------------------ | --- | --- | --- | --- | --- | --- | --- | --- | ---- | ---- |
| BIL | Bilogorac Veliko Trojstvo            |     |     |     |     |     |     |     |     |      |      |
| BJE | Bjelovar                             |     |     |     |     |     |     |     |     |      |      |
| BOR | Borac Virovitica                     |     |     |     |     |     |     |     |     |      |      |
| DAR | Daruvar                              |     |     |     |     |     |     |     |     |      |      |
| HAJ | Hajduk Pakrac                        |     |     |     |     |     |     |     |     |      |      |
| PAP | Papuk Pakrac                         |     |     |     |     |     |     |     |     |      |      |
| PIT | Pitomača                             |     |     |     |     |     |     |     |     |      |      |
| PRO | Proleter Garešnički Brestovac        |     |     |     |     |     |     |     |     |      |      |
| SLAL | Slavonac Lipik                       |     |     |     |     |     |     |     |     |      |      |
| SLAP | Slavonski Partizan Podravska Slatina |     |     |     |     |     |     |     |     |      |      |
| |                                      |     |     |     |     |     |     |     |     |      |      |
| podebljan rezultat – utakmice od 1. do 9. kola (1. utakmica između klubova) rezultat normalne debljine – utakmice od 10. do 18. kola (2. utakmica između klubova) rezultat nakošen – nije vidljiv redoslijed odigravanja međusobnih utakmica iz dostupnih izvora rezultat smanjen * – iz dostupnih izvora nije uočljiv domaćin susreta prekrižen rezultat – poništena ili brisana utakmica p – utakmica prekinuta 3:0 p.f. / 0:3 p.f. – rezultat 3:0 bez borbe n.i. – nije igrano |                                      |     |     |     |     |     |     |     |     |      |      |

 Izvori:

## Za prvaka III. zone
| Sloboda Varaždin | – |  | Hajduk Pakrac |  | 2:1, 9:0 |  |